# Gárdonyi László (színművész)
Gárdonyi László (Perbete, 1908. december 13. – Győr, 1971. december 16.) magyar színész, érdemes művész.

## Életpályája
A Felvidéken, Perbetén született 1908. december 13-án. Rózsahegyi Kálmán színiiskolájában végzett. Mestere egy ceglédi műkedvelő előadáson figyelt fel a tehetséges ifjúra. Színészi pályáját Hódmezővásárhelyen kezdte, a Tabáni orgonák című operettben lépett fel először. Bejárta az egész országot, Pozsonyban, Debrecenben, Szegeden, Kassán és Miskolcon volt szerződésben. A színházak államosításakor, 1949-től haláláig a győri Kisfaludy Színház tagja volt. 1962-ben addigi munkásságát érdemes művész díjjal ismerték el. Pályája elején főleg operettekben, zenés darabokban játszott, később minden műfajban szerepelt. Leginkább a súlyosabb jellemfigurák feleltek meg alkatának.

## Fontosabb színházi szerepei
- Shakespeare: Macbeth... Macduff
- Shakespeare: A makrancos hölgy... Christopher
- Dosztojevszkij: A félkegyelmű... Jepancsin, tábornok
- Makszim Gorkij: Vassza Zseleznova... Prohor B. Chrápov, Vassza bátyja
- Makszim Gorkij: Kispolgárok... Besszemenov
- Osztrovszkij: Karrier... Nyil Fedoszejics Mamajev
- Osztrovszkij: A művésznő és hódolói... Jeraszt Gromilov, tragikus színész
- Euripidész: Trójai nők... Poseidon
- Arthur Miller: Közjáték Vichyben... Bayard
- Friedrich Schiller: Ármány és szerelem... Von Walter
- Friedrich Schiller: Tell Vilmos... Walter Fürst, uri-i paraszt
- Romain Rolland: A szerelem és a halál játéka... Lazare Carnot, a Jóléti Bizottmány tagja
- Edmond Rostand: Cyrano de Bergerac... Castel Jaloux
- Id. Alexandre Dumas: A kaméliás hölgy... Az öreg Duval
- Giacomo Puccini: Bohémélet... Alcindor
- Karel Čapek: Édesanyám (Fiaim)... Apa
- Antun Šoljan: A hegy... Herrera százados
- John Boynton Priestley: Váratlan vendég... Birling textilgyáros
- Frederick Loewe – Alan Jay Lerner: My Fair Lady... Doolittle
- Kacsóh Pongrác: János vitéz... Bagó
- Kálmán Imre: Csárdáskirálynő... Kerekes Ferkó
- Lehár Ferenc: A mosoly országa... Csang, Szu-Csong nagybátyja
- Lehár Ferenc: Vándordiák... Drághy Péter
- Lehár Ferenc: Luxemburg grófja... Lord Lanchester
- Huszka Jenő: Mária főhadnagy... Draskóczy Ádám
- Huszka Jenő: Gül Baba... Ali basa; Budai bíró
- Huszka Jenő: Bob herceg... Pomponius
- Farkas Ferenc: Csínom Palkó... Tyukodi strázsamester
- Zerkovitz Béla: Eltörött a hegedűm... Nyéky Sándor
- Jacques Offenbach: Eljegyzés lámpafénynél... Martin apó
- Jacques Offenbach: Fortunio dala... Fortunio
- Berté Henrik: Három a kislány... Tschöll
- Dunajevszkij: Mégis szeretlek... Voron
- Ifj. Johann Strauss: A denevér... Dr. Frank, fogházigazgató
- Ifj. Johann Strauss: Cigánybáró... Carnero, császári biztos; Zsupán, sertéskirály
- Csajkovszkij: Diadalmas asszony... Stepanoits
- Madách Imre: Az ember tragédiája... Úr
- Katona József: Bánk bán... Petur bán, bihari főispán
- Vörösmarty Mihály: Csongor és Tünde... Balga
- Szigligeti Ede: Liliomfi... Kányai, a telegdi fogadós
- Jókai Mór: A kőszívű ember fiai... Tormándy Pál
- Jókai Mór – Török Tamás: Szegény gazdagok... Makkabesku
- Herczeg Ferenc: Bizánc... Giovanni
- Gárdonyi Géza – Török Tamás: A láthatatlan ember... Csáth, fővezér
- Bródy Sándor: A tanítónő... az öreg Nagy
- Török Tamás: A Musa Dagh negyven napja... Muavin
- Illyés Gyula: Fáklyaláng... Kossuth Lajos
- Móricz Zsigmond: Légy jó mindhalálig... Igazgató
- Móricz Zsigmond: Úri muri... Csörgheő Csuli
- Németh László: Az utazás... Macskási
- Darvas József: Kormos ég... Joó András
- Felkai Ferenc: Néro... Numphidius
- Taar Ferenc: Örök harag... Elnök
- Háy Gyula: Az élet hídja... Bódog Mihály, vasmunkás
- Kaszó Elek – Tóth Miklós – Hajdu Júlia: Füredi komédiások... Komlóssy Ferenc, színigazgató
- Halasi Mária: Ártatlan bűnösök... Bíró
- Urbán Ernő: Gál Anna diadala... Tüttő Gábris
- Földes Mihály: Mélyszántás... Nyakas Kún

## Filmek, tv
- A mi földünk (1959)